# Sous les jupes des filles (bande originale)
Pour les articles homonymes, voir Sous les jupes des filles.
Albums de Imany
The Shape Of A Broken Heart
(2011) The Wrong Kind of War
(2016)
Sous les jupes des filles est un album d'Imany sorti en 2014, qui constitue la bande originale du film du même nom, sorti la même année.
C'est la première musique de film créée par la chanteuse Imany.
Malgré le titre, qui reprend celui du long métrage, toutes les chansons sont en anglais.

## Genèse
Audrey Dana, réalisatrice du film Sous les jupes des filles, avait écouté le premier album d'Imany, The Shape Of A Broken Heart, durant l'écriture de son scénario. Elle lui demande d'abord d'écrire une chanson pour le générique avant de lui proposer d'écrire toute la musique du film. Imany crée la bande originale en parallèle de l'écriture du scénario. Elle écrit les paroles et compose la musique. Stéfane Goldman participe à la composition pour les titres Don't Be So Shy et Dropped Down.
Imany a fait appel à quatre autres chanteuses pour interpréter une partie des titres : l'Argentine Natalia Doco, la Britannique Sherika Sherard, l'Australienne Emilie Gassin et la Française Axelle Rousseau. La chanson Try Again, au rythme dansant influencé par les années 1960, est interprétée par les cinq chanteuses.

## Ventes et réutilisations
La bande originale du film est sortie le 26 mai 2014 sur le label Think Zik! Le titre Try Again a été diffusé à la radio et a fait l'objet d'un clip réalisé par Malick Ndiaye. L'album a été 84e des ventes hebdomadaires en France lors sa sortie et est resté dans le top 200 durant quatre semaines. Le titre The Good the Bad & the Crazy a été 79e des ventes de singles en France et a intégré le top 200 des chansons pendant six semaines. Ce titre a été utilisé pour le générique d'une émission de sport durant la Coupe du monde de football de 2014 puis pour le générique de fin de l'émission Un soir à la tour Eiffel à partir d'octobre 2014. Il a également connu plusieurs remix. En 2015, deux DJ russes, Filatov et Karas, créent un remix house de Don't Be So Shy qui obtient un grand succès dans plusieurs pays européens en 2016.

## Pistes
| Titres de l'album | Titres de l'album                            | Titres de l'album                                                                 | Titres de l'album | Titres de l'album | Titres de l'album | Titres de l'album | Titres de l'album | Titres de l'album | Titres de l'album |
| No                | Titre                                        | Interprète(s)                                                                     | Durée             |                   |                   |                   |                   |                   |                   |
| ----------------- | -------------------------------------------- | --------------------------------------------------------------------------------- | ----------------- | ----------------- | ----------------- | ----------------- | ----------------- | ----------------- | ----------------- |
| 1.                | The Seasons Lost Their Jazz                  | Natalia Doco                                                                      | 3:13              |                   |                   |                   |                   |                   |                   |
| 2.                | The Good the Bad & the Crazy (album version) | Imany                                                                             | 2:48              |                   |                   |                   |                   |                   |                   |
| 3.                | Try Again (theme)                            | Imany                                                                             | 1:00              |                   |                   |                   |                   |                   |                   |
| 4.                | Don't Be So Shy                              | Sherika Sherard                                                                   | 3:17              |                   |                   |                   |                   |                   |                   |
| 5.                | Dropped Down                                 | Emilie Gassin                                                                     | 3:10              |                   |                   |                   |                   |                   |                   |
| 6.                | The Seasons Lost Their Jazz (theme)          | Imany                                                                             | 1:42              |                   |                   |                   |                   |                   |                   |
| 7.                | Sitting on the Ground                        | Axelle Rousseau                                                                   | 3:16              |                   |                   |                   |                   |                   |                   |
| 8.                | Try Again                                    | Imany & Friends (Natalia Doco, Emilie Gassin, Axelle Rousseau et Sherika Sherard) | 3:19              |                   |                   |                   |                   |                   |                   |
| 9.                | Don't Be So Shy (Work in Progress)           | Imany                                                                             | 3:02              |                   |                   |                   |                   |                   |                   |
| 10.               | The Good the Bad & the Crazy (jazz theme)    | Imany                                                                             | 2:02              |                   |                   |                   |                   |                   |                   |
| 11.               | The Seasons Lost Their Jazz (choral version) | Imany & Friends (Natalia Doco, Axelle Rousseau et Sherika Sherard)                | 3:13              |                   |                   |                   |                   |                   |                   |
| 12.               | The Good the Bad & the Crazy (movie version) | Imany                                                                             | 3:52              |                   |                   |                   |                   |                   |                   |
| 33:54             |                                              |                                                                                   |                   |                   |                   |                   |                   |                   |                   |